# Bao Xun
En aquest nom xinès, el cognom és Bao (鮑).
Bao Xun (mort el 224) va ser un ministre servint a l'Estat de Wei durant el període dels Tres Regnes de la història xinesa. Va ser nomenat ministre pel senyor de la guerra Cao Cao en reconeixement pel seu difunt pare Bao Xin, que va morir lluitant contra els rebels del Turbant Groc. Bao Xun fou conegut per ser un ministre que obertament no dubtava en criticar a ningú pels seus errors, incloent al seu senyor. El successor de Cao Cao Cao Pi se sentia frustrat i enfadat amb Bao Xun pel seu caràcter tan obert, cosa que feu que degradara a Bao diverses vegades durant el seu regnat. Finalment, Cao Pi es va cansar de Bao Xun i ordenà el seu ajusticiament.

## Família
- Pare
  - Bao Xin
- Oncle
  - Bao Zhong (personatge de ficció)